# 聖所FINALE終點站線上演唱會
《聖所FINALE終點站線上演唱會》（英語：SANCTUARY FINALE Virtual Concert），是新加坡歌手林俊傑的第3次線上演唱會，亦是其聖所世界巡迴演唱會的終點站演出。於2021年7月10日通過SISTIC和腾讯音乐娱乐集团旗下QQ音樂、酷狗音樂、酷我音樂播出。该演唱會位列騰訊娛樂公佈的“2021線上演唱會熱度Top10”榜單第3名。

## 背景与发展
2018年3月17日，圣所世界巡回演唱会从上海梅赛德斯奔驰文化中心开始，2019年12月21、22日，巡演在新加坡国家体育场举办，后续场次皆因2019冠状病毒病疫情影响而取消。暌违一年多，2021年3月27日，林俊杰在生日之际宣布“圣所FINALE”终点站线上演唱会启动，将会在6月6日全球同步上线。后因疫情再度肆虐，终点站演唱会延期，最后于7月10日通过SISTIC和騰訊音樂娛樂集團旗下QQ音樂、酷狗音樂、酷我音樂播出。

## 簡介
演唱會開場從一道強烈的光穿過宇宙直抵「聖所」劃破序幕，林俊杰以《聖所》作為揭幕曲，接下來的《編號89757》及《Wonderland》象徵著林俊杰將帶領著觀眾展開接下來的奇幻旅程；畫風一轉，緊接著演唱歷年來的經典抒情歌，包括《簡簡單單》、《那些你很冒險的夢》、《關鍵詞》等。在經歷「聖所」的橫空出世後，視覺也呈現出在過度繁榮後的亂世時代，舞台從混亂街景逐漸進化成為一片空無的廢墟，林俊杰演唱《殺手》、《可惜沒如果》…等；通過亂世後，林俊杰坐在彈琴前，一連演唱《暫時的記號》、《她說》、《記得》等經典曲目。林俊杰也邀請觀眾們在螢幕前一起大合唱《小酒窩》、《因你而在》等經典歌曲，希望每個人都能用「愛」對待身邊的一切。
在演唱會尾聲，現場響起了歌迷們最期待的經典曲之一《一千年以後》，畫面也浮現出許多曾來參與聖所的觀眾的臉龐，令人感動。曾經是“聖所”的開場曲，以《一千年以後》作為在“聖所FINALE”終點站的最後一首歌，別具意義。

## 售票
该线上演唱会采用付费观看直播的方式，是林俊杰首次线上售票演唱会，共推出四种票档套餐，分别对应不同的虚拟权益及实物内容。
| 套餐名                      | 票价            | 权益及内容                                                                             | 发售平台 |
| --------------------------- | --------------- | -------------------------------------------------------------------------------------- | --- |
| 標準時空旅人                | RMB¥188 SGD$38  | 電子門票 終點站 時空通行證                                                             | SISTIC（全球，不含中国大陆) BookMyShow（全球，不含中国大陆) QQ音乐（中国大陆） 酷狗音乐（中国大陆） 酷我音乐（中国大陆） |
| 光芒時空旅人                | RMB¥238 SGD$48  | 電子門票 終點站 時空通行證 互動光芒手環                                                | SISTIC（全球，不含中国大陆) BookMyShow（全球，不含中国大陆) QQ音乐（中国大陆） 酷狗音乐（中国大陆） 酷我音乐（中国大陆） |
| 進階時空旅人 （限量套裝）   | RMB¥338 SGD$68  | 電子門票 終點站 時空通行證 互動光芒手環 聖所掛上掛布海報                               | SISTIC（全球，不含中国大陆) BookMyShow（全球，不含中国大陆) QQ音乐（中国大陆） 酷狗音乐（中国大陆） 酷我音乐（中国大陆） |
| 頂級時空旅人 （極限量套裝） | RMB¥938 SGD$188 | 電子門票 終點站 時空通行證 互動光芒手環 聖所掛上掛布海報 聖所寫真卡片組 聖所裝進帆布袋 | SISTIC（全球，不含中国大陆) BookMyShow（全球，不含中国大陆) QQ音乐（中国大陆） 酷狗音乐（中国大陆） 酷我音乐（中国大陆） |

## 製作
演唱會籌備近一年，斥4000萬打造所有舞台、燈光及視覺特效，光從搭景、測試、彩排到正式直播，前後共花了超過三個月的時間執行。
為了突破距離的限制，特別設計了「光芒手環」，而這個手環更能透過專屬手機App設定後，隨著螢幕前曲目發光閃動。為了讓觀眾有如同在現場般的身歷其境之感，這次視覺也結合「Virtual Production」技術創造整體視覺背景，團隊也利用「Unreal Engine」重現現實中的聖所舞台。而在「亂世時代」主題，舞台設定未來世界不應該有「舞台」，为了呈現無界線的視覺效果，更是利用XR(延展實境)技術創造沈浸式的表演環境。

## 曲目
Act 1：聖所誕生
1. 圣所
2. 编号89757
3. Wonderland
4. 简简单单
5. 幸存者

Act 2：珍惜所愛
1. 转动
2. 无法克制
3. 关键词
4. 期待爱
5. 那些你很冒险的梦

Act 3：亂世時代
1. 明天
2. 杀手
3. 可惜没如果

Act 4：徬徨未來
1. 离开的那一些
2. 生生
3. 暂时的记号
4. 她说
5. 记得
6. 交换余生
7. 修炼爱情

Act 5：心靈的聖所
1. 江南
2. 小酒窝
3. 当你
4. Not Tonight
5. 因你而在
6. 丹宁执着
7. 一千年以後
8. 不为谁而作的歌

## 幕後
主创团队：
- 出品－Isotope Productions
- 监制－林俊杰、徐佩云
- 艺人经纪－徐佩云
- 节目制作－JFJ Productions
- 演唱会总监－Ida Wong
- 音乐制作－JFJ Productions
- 音乐总监－林俊杰
- 开场曲－Hans Zimmer
- 转场音乐－Troy Laureta
- 音乐统筹－黄冠龙
- 乐队总监－甯子达
- 编舞师－大目
- 舞台设计－Fion Cheng
- 道具设计－Fion Cheng
- 灯光设计－施皓哲
- 雷射设计－陈逸明
- 化妆－高秀雯
- 发型－Peter Wu
- 造型－陈华国

演出人员：
- 歌手－林俊傑
- 吉他－黄冠龙、Derrick Sepnio
- 低音吉他－甯子达
- 鼓－Tony Parker
- 键盘－Jay Dub
- 和音－李雅微、薛诒丹、李安钧、张义欣
- 二胡－刘晓桐
- 弦乐－李琪弦乐团、吴懿庭、张暐姗、张暐伃、李奕箴
- 电脑音乐编程－魏百谦
- 舞蹈员－刘彦廷、郑人豪、罗毅、林俊宏、廖佩侬、陈怡妏、周艳君、卫羿芃